# Хромозом 9 (човек)
Хромозом 9 је аутозомни хромозом и по величини у хуманом кариотипу. Изграђен је од 145 милиона парова база ДНК што чини 4 до 4,5% укупне количине ДНК ћелији. Према положају центромере припада субметацентричним хромозомима.

## Аберације
Тризомија хромозома 9 се клинички манифестује:
- аномалије лица
- скелетне аномалије
- велике, ниско постављене ушне шкољке
- хипопластичне гениталије
- конгенитална болест срца
- умна заосталост

Хромозом 9 се често среће као парцијална тризомија, а нађене су чак и парцијалне тетразомије.

## Мапирани гени и болести
Гени на хромозому 9 узрокују следећа болести и поремећаје:
- аутозомна реверзија пола
- некетотична хиперглицинемија
- меланом
- мултипли породични трихоепителиом
- хипоплазија хрскавице и костију
- фанкони анемија, група Г
- сиалуриа
- кардиомиопатија
- Ксеродерма пигментозум А
- хореоакантоцитоза
- краткопрстост, тип В1
- карцином јајника
- урођена липодистрофија
- туберозна склероза
- наследна хеморагична телеангиектазија
- албинизам
- недостатак α интерферона
- леукемија
- галактоземија
- хипомагнеземија са секундарном хипокалцемијом
- мушки псеудохермафродитизам са гинекомастијом
- реверзија пола, XY, са поремећајем надбубрега
- цитрулинемија
- Наил-патела синдром и др.